# 2024 au Maroc
Chronologie du Maroc
- 2020
- 2021
- 2022
- 2023
- 2024
- 2025
- 2026
- 2027
- 2028

Cet article présente les faits marquants de l'année 2024 au Maroc ou relatifs au Maroc.

## Événements
- 30 juillet : La France reconnaît la souveraineté du Maroc sur le Sahara Occidental[1].
- 19 août : grâce royale pour 4800 cultivateurs de cannabis et leurs complices, personnes « condamnées, poursuivies ou recherchées »[1].
- 28 au 30 octobre : Emmanuel Macron est en visite officielle au Maroc[1].

## Sports
- Le Maroc participe aux Jeux olympiques de 2024 à Paris. Il s'agit de sa 15e participation à des Jeux olympiques d'été.
- Le Maroc participe aux Jeux paralympiques d'été de 2024 à Paris, en France du 28 août au 8 septembre 2024. Il s'agit de sa 10e participation à des Jeux paralympiques d'été.
- Les championnats d'Afrique de VTT 2024 ont lieu les 11 et 12 mai 2024 à Casablanca, au Maroc[2].
- Les championnats d'Afrique de gymnastique artistique 2024 sont la 18e édition des championnats d'Afrique de gymnastique artistique. Ils se déroulent du 3 au 6 mai 2024 à Marrakech, au Maroc[3],[4],[5]
- Les championnats d'Afrique d'escrime 2024, vingt-deuxième édition des championnats d'Afrique d'escrime, ont lieu du 6 au 10 juin 2024 à Casablanca, au Maroc. La compétition est marquée par le mouvement de boycott de l'Algérie contre les événements sportifs se déroulant au Maroc[6], qui empêche la championne de sabre individuel en titre, Saoussen Boudiaf, de défendre son statut et les points accumulés l'an passé, ce qui compromet son positionnement dans le tableau des Jeux olympiques.
- La 9e édition des Championnats d'Afrique de pétanque se déroule à Marrakech au Maroc du 6 au 9 juin 2024[7].
- L'Africa Eco Race 2024 est le 15e Africa Eco Race. Le départ officiel est donné à Monaco le 30 décembre 2023. La première spéciale se déroule à Nador au Maroc le 2 janvier 2024[8].

### Handball
- La Ligue des champions d'Afrique masculine de handball 2024 est la 45e édition de la compétition organisée par la Confédération africaine de handball et disputée du 10 au 19 octobre 2024 à Laâyoune au Maroc. Le tournoi réunit les meilleures clubs masculins de handball en Afrique et est joué en même temps que la Ligue des champions féminine[9].
- La saison 2024-2025 de la Division Excellence est la 61e édition du Championnat du Maroc masculin de handball.

### Basket-ball
- La saison 2023-2024 de la Division Excellence (ou DEX-H) est la 87e édition du championnat du Maroc de basket-ball, sous l'égide de la Fédération royale marocaine de basket-ball. Cette édition a connu le retour de la saison régulière au format d'un groupe unique à 12 équipes.
- La saison 2024-2025 de la Division Excellence (ou DEX-H) est la 88e édition du championnat du Maroc de basket-ball, sous l'égide de la Fédération royale marocaine de basket-ball. Cette édition a connu le retour de la saison régulière au format d'un groupe unique à 12 équipes.

### Football
- La Coupe d'excellence est une compétition de football à élimination directe, créée en 2024 et organisée par la Ligue nationale de football professionnel, qui est ouverte aux clubs professionnels de la première et la deuxième division de chaque saison.
- La saison 2023-2024 de la Botola Pro1 Inwi est la 108e édition du championnat du Maroc de football et la 4e sous l'appellation Botola Pro1 Inwi[10]. Il s'agit de la 13e édition du championnat sous l'ère professionnelle. La saison commence le 25 août 2023 et s'achève le 14 juin 2024.
- La saison 2024-2025 de la Botola Pro1 Inwi est la 109e édition du championnat du Maroc de football et la 5e sous l'appellation Botola Pro1 Inwi[11]. Il s'agit de la 14e édition du championnat sous l'ère professionnelle. La saison commence le 30 août 2024 et s'achève en juin 2025.
- La saison 2024-2025 de Botola Pro 2 est la 69e édition du championnat du Maroc de football de deuxième division.
- Le Championnat du Maroc de football de troisième division 2023-2024 oppose seize clubs du troisième niveau marocain en une série de trente rencontres.
- La saison 2024-2025 du Championnat du Maroc de football D4 est une compétition marocaine de football qui est l'équivalent de la 4e division derrière la Botola Pro1. Le championnant Amateurs I,  oppose trente deux clubs marocains répartis en deux groupes de seize clubs, en une série de trente rencontres jouées durant la saison de football entre le 27 octobre 2024 et fin mai 2025.
- La Coupe du Trône 2023-2024 est la 68ᵉ édition de la Coupe du Trône de football.
- La saison 2023-2024 du Raja Club Athletic est la 75e saison de l'histoire du club depuis sa fondation le 20 mars 1949[12].

### Futsal
- La Coupe d'Afrique des nations de futsal 2024 est la septième édition de la Coupe d'Afrique des nations de futsal, qui met aux prises les meilleures sélections africaines de futsal affiliées à la Confédération africaine de football (CAF).La compétition qui se déroule au Maroc du 11 au 21 avril 2024, sert aussi de tournoi qualificatif pour la Coupe du monde 2024. Les finalistes et le troisième se qualifient pour la compétition mondiale qui se déroule en Ouzbékistan du 14 septembre au 6 octobre 2024.
- Le championnat du Maroc Futsal D1 2024-2025 est le plus haut niveau de futsal au Maroc oppose seize clubs en une série de trente rencontres jouées de octobre 2024 à mai 2025[13].

### Tennis
- L'édition masculine 2024 du tournoi de tennis du Maroc se déroule du 1er au 7 avril 2024 à Marrakech, sur terre battue en extérieur. Elle appartient à la catégorie ATP 250.
- L'édition féminine 2024 du tournoi de tennis du Maroc se déroule du 19 au 25 mai à Rabat, sur terre battue en extérieur. Elle est classée en catégorie WTA 250.

## Culture
- Everybody Loves Touda est un film dramatique franco-marocain réalisé par Nabil Ayouch et sorti en 2024[14],[15].
- La Mer au loin est un drame romantique français, belge et marocain réalisé par Saïd Hamich et sorti en 2024[16],[17].

## Divers
- Calendrier berbère : 2973 / 2974
- Calendrier musulman : 1445 / 1446 (le 1er mouharram 1446 a lieu le 8 juillet 2024[18]).